# Gran Premio de Bélgica
El Gran Premio de Bélgica es una carrera de automovilismo de velocidad disputada en Bélgica con monoplazas. Actualmente es válida para el Campeonato Mundial de Fórmula 1. La Fórmula 3000 Internacional acompañó a la Fórmula 1 en 1987 y desde 1991 hasta 2004. Sus sucesores, la GP2 Series y la FIA Fórmula 2, han hecho lo mismo desde 2005.
La primera carrera nacional belga se disputó en la región de Spa, en una zona que ha estado asociada a los deportes motorizados desde los primeros años de las carreras, a finales del siglo XIX. En 1921 se construyó el circuito de Spa-Francorchamps, si bien solo fue utilizado para carreras de motocicletas en un principio.
El primer Gran Premio de Bélgica fue ganado por Antonio Ascari cuyo hijo, Alberto también ganaría en 1952 y 1953. Antonio Ascari murió en su siguiente competencia, el Gran Premio de Francia. En 1939, murió el piloto británico Richard Seaman mientras iba en el primer puesto. Durante la carrera de 1960, los pilotos Chris Bristow y Alan Stacey murieron en incidentes separados, el último de ellos en un accidente cuando un ave le chocó en la cara. En 1982, el piloto canadiense Gilles Villeneuve murió en Zolder, durante la vuelta final de calificación.
El campeón mundial Michael Schumacher, quien debutó en Spa en 1991 y ganó allí su primera carrera en 1992, también ganó su carrera de Fórmula 1 número 52 en Spa en 2001, batiendo el récord de victorias que detentaba Alain Prost. Schumacher ganó el campeonato mundial de pilotos en Spa en 2004. 
En 2003 el Gran Premio de Bélgica fue cancelado debido a la entrada en vigor en Bélgica de una ley que prohibía la publicidad del tabaco y la cual posteriormente se implantaría en el resto de la Unión Europea. Y en 2006 de nuevo fue excluido del calendario por reformas en el circuito de Spa, donde entre otras cosas se modificó el tramo del bus stop (parada de autobús).
Entre 1972 y 1984 la carrera se turnó entre tres circuitos: Nivelles-Baulers, Zolder y Spa-Francorchamps. Entre 1925 y 1970, entre 1985 y 2002 y a partir de 2004, la carrera se ha disputado en Spa.

## Galería

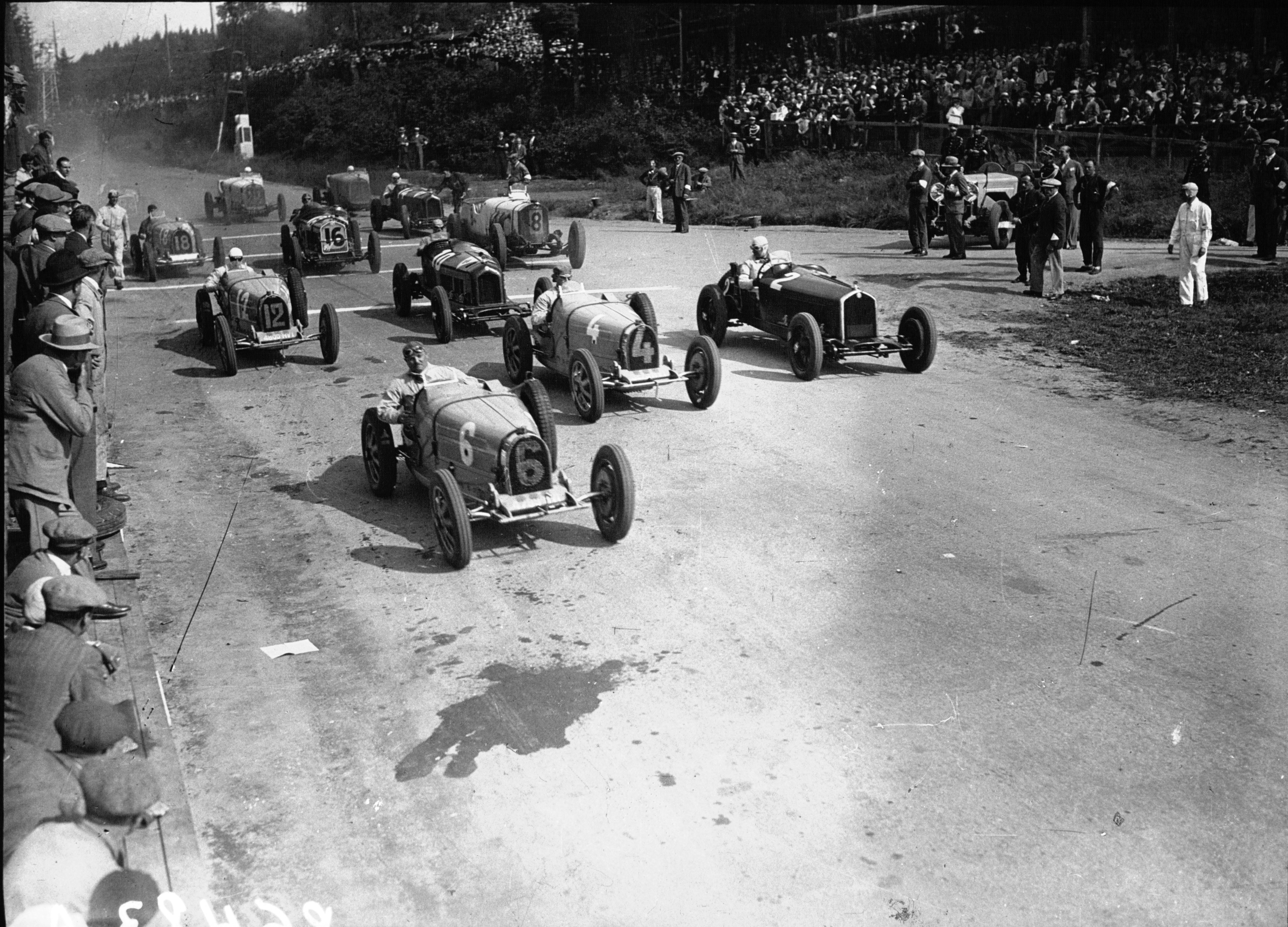
Largada del Gran Premio de Bélgica de 1931
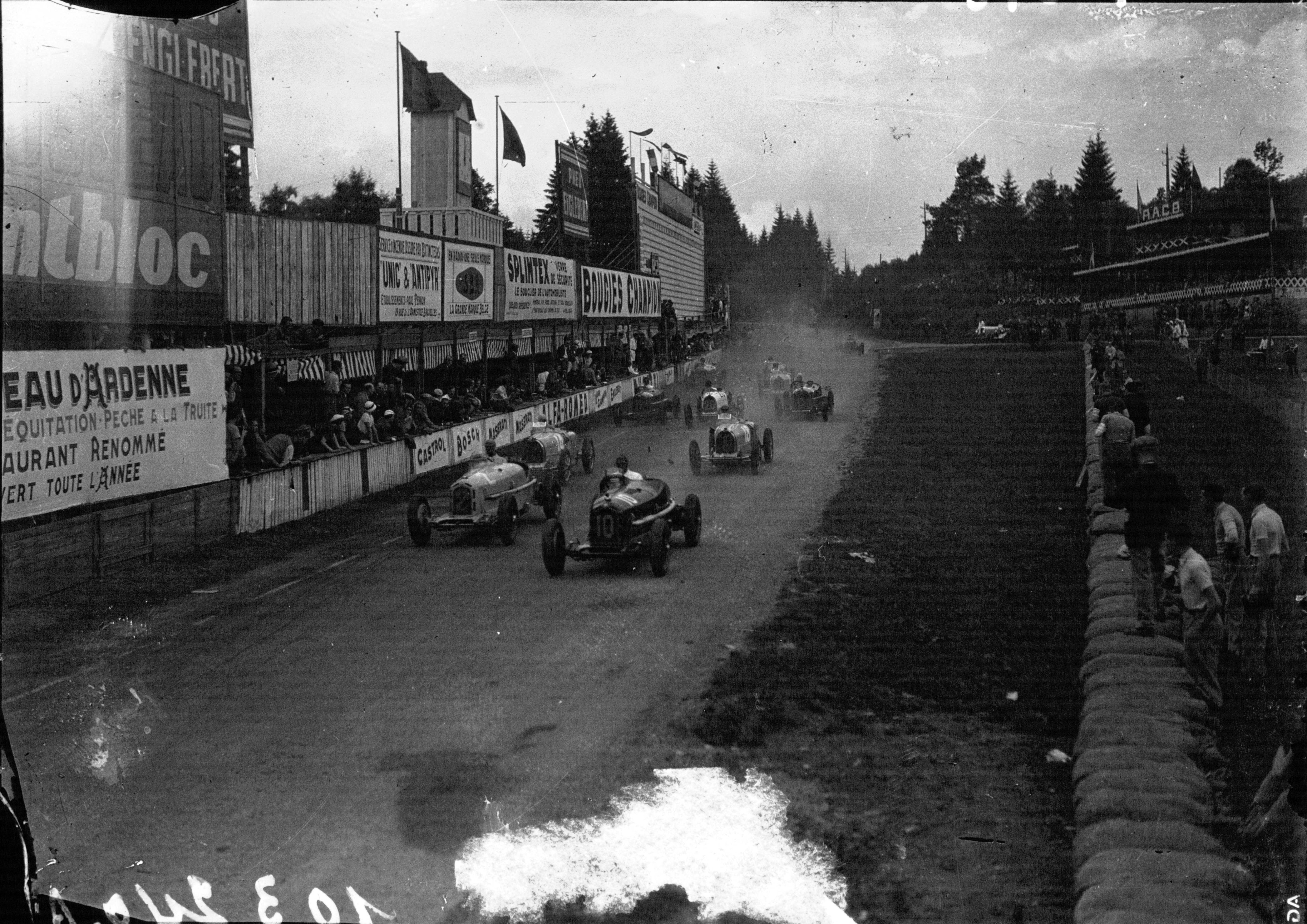
Largada del Gran Premio de Bélgica de 1933
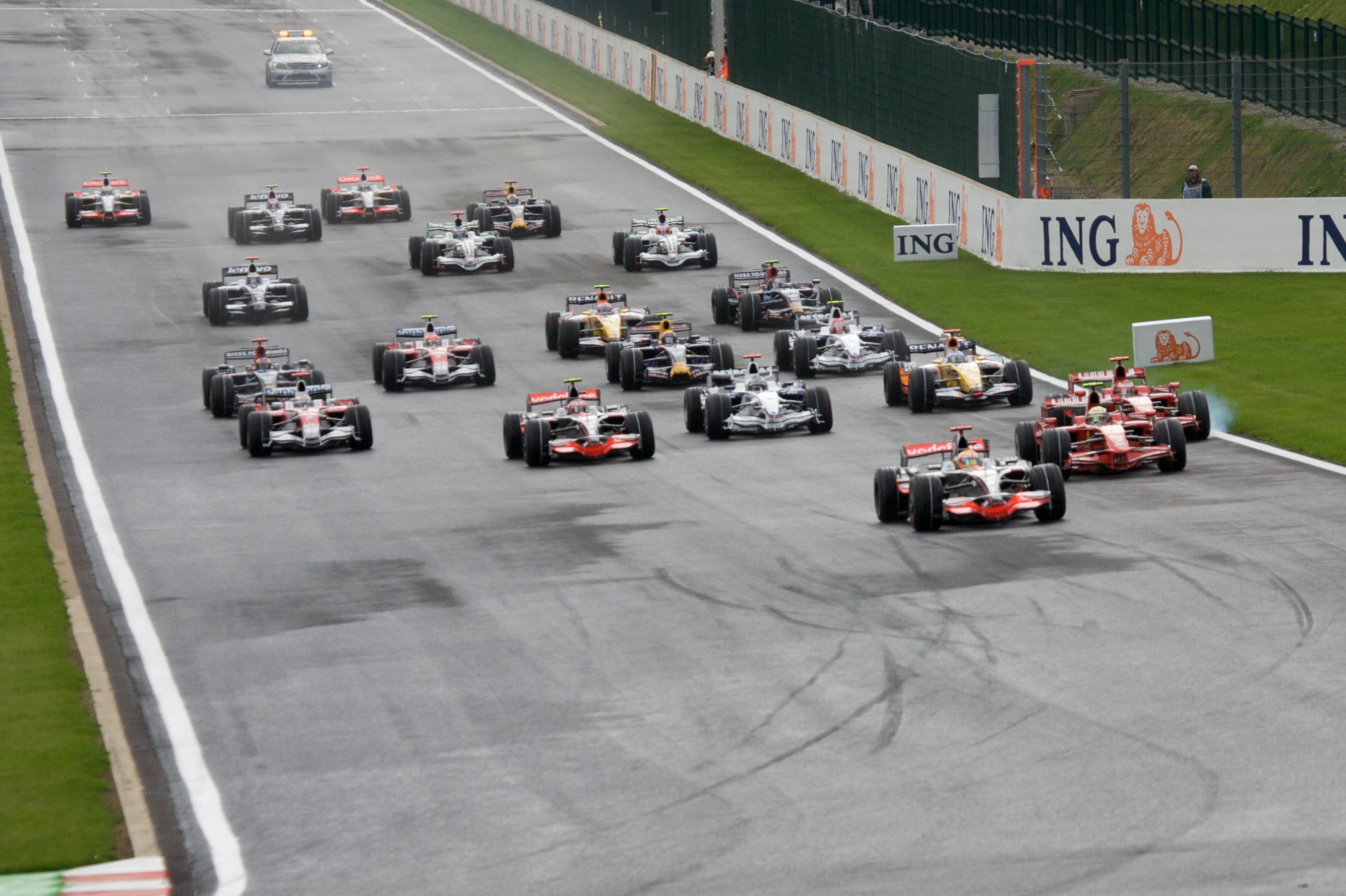
Largada del Gran Premio de Bélgica de 2008
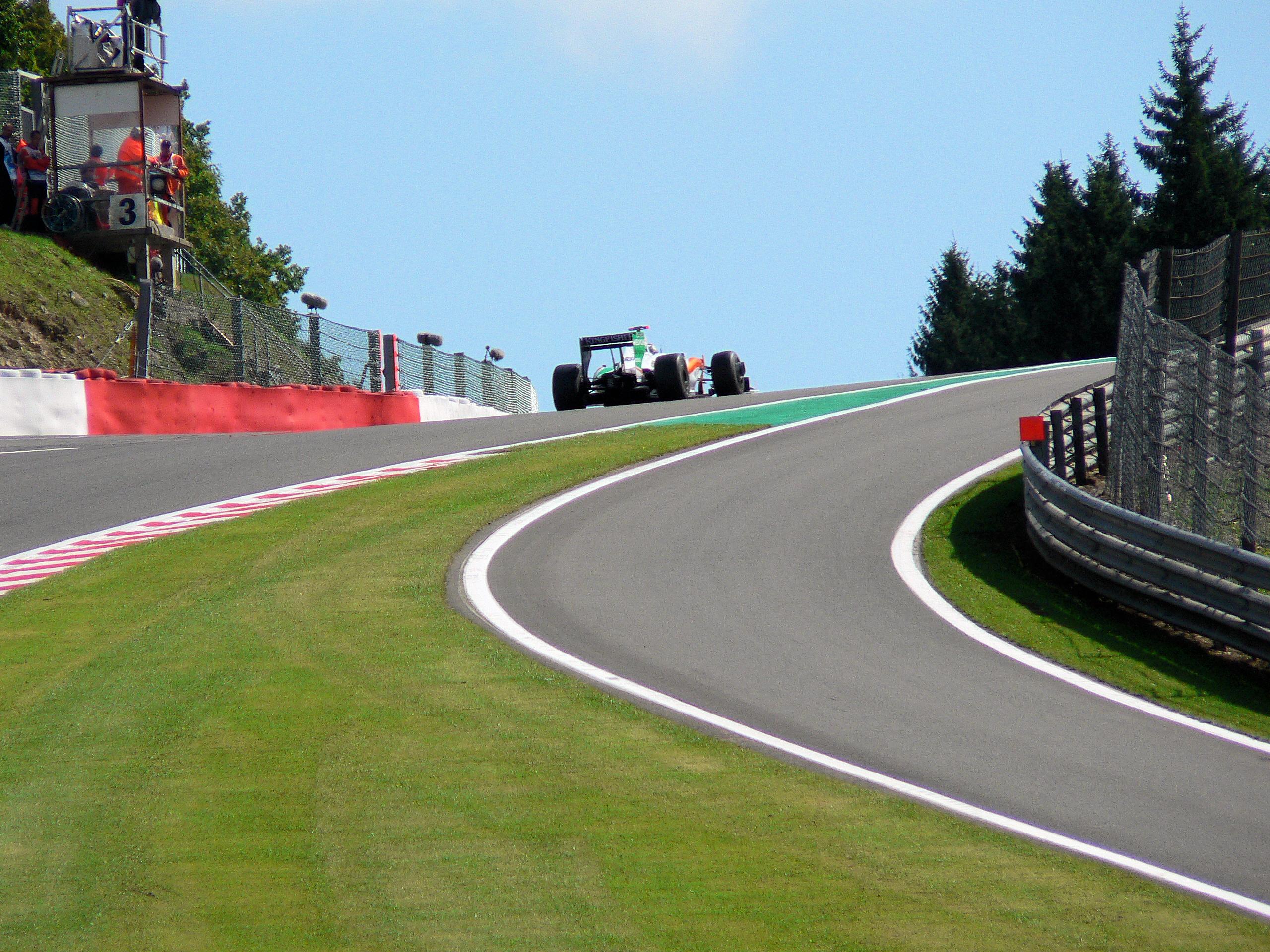
Curva Eau Rouge durante el Gran Premio de Bélgica de 2009
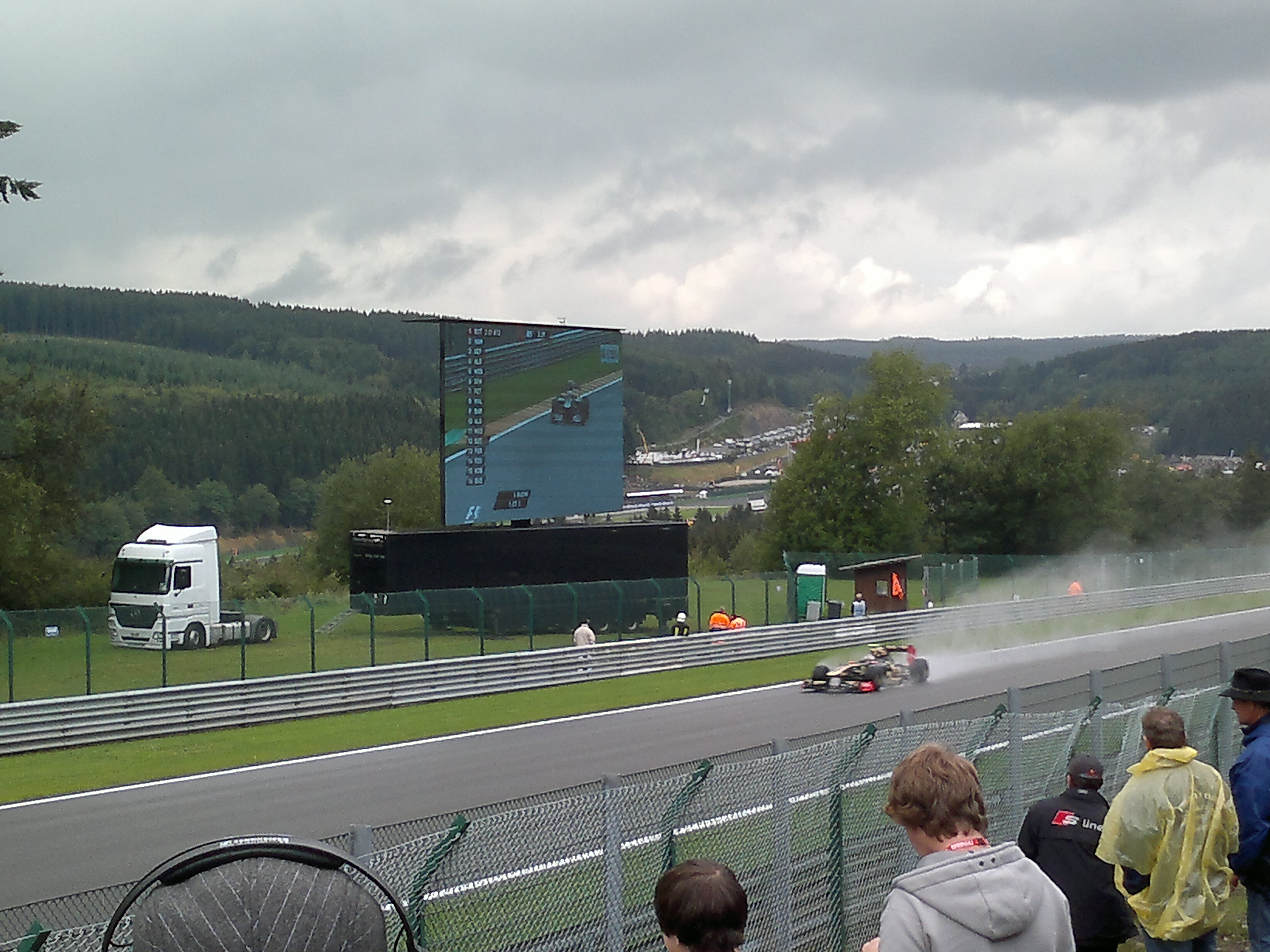
Gran Premio de Bélgica de 2011 con piso húmedo

## Ganadores

### Fórmula 1
Las ediciones que no forman parte del Campeonato Mundial de Fórmula 1 están indicadas con un fondo de color rosado.
| Año        | Piloto                                  | Constructor         | Circuito          | Resultados     |
| ---------- | --------------------------------------- | ------------------- | ----------------- | -------------- |
| 1925       | Antonio Ascari                          | Alfa Romeo          | Spa-Francorchamps | Resultados     |
| 1926- 1929 | No se disputó.                          | No se disputó.      | No se disputó.    | No se disputó. |
| 1930       | Louis Chiron                            | Bugatti             | Spa-Francorchamps | Resultados     |
| 1931       | Caberto Conelli William Grover-Williams | Bugatti             | Spa-Francorchamps | Resultados     |
| 1932       | No se disputó.                          | No se disputó.      | No se disputó.    | No se disputó. |
| 1933       | Tazio Nuvolari                          | Maserati            | Spa-Francorchamps | Resultados     |
| 1934       | René Dreyfus                            | Bugatti             | Spa-Francorchamps | Resultados     |
| 1935       | Rudolf Caracciola                       | Mercedes-Benz       | Spa-Francorchamps | Resultados     |
| 1936       | No se disputó.                          | No se disputó.      | No se disputó.    | No se disputó. |
| 1937       | Rudolf Hasse                            | Auto Union          | Spa-Francorchamps | Resultados     |
| 1938       | No se disputó.                          | No se disputó.      | No se disputó.    | No se disputó. |
| 1939       | Hermann Lang                            | Mercedes-Benz       | Spa-Francorchamps | Resultados     |
| 1940- 1945 | No se disputó.                          | No se disputó.      | No se disputó.    | No se disputó. |
| 1946       | Eugène Chaboud                          | Delage              | Spa-Francorchamps | Resultados     |
| 1947       | Jean-Pierre Wimille                     | Alfa Romeo          | Spa-Francorchamps | Resultados     |
| 1948       | No se disputó.                          | No se disputó.      | No se disputó.    | No se disputó. |
| 1949       | Louis Rosier                            | Talbot              | Spa-Francorchamps | Resultados     |
| 1950       | Juan Manuel Fangio                      | Alfa Romeo          | Spa-Francorchamps | Resultados     |
| 1951       | Nino Farina                             | Alfa Romeo          | Spa-Francorchamps | Resultados     |
| 1952       | Alberto Ascari                          | Ferrari             | Spa-Francorchamps | Resultados     |
| 1953       | Alberto Ascari (2)                      | Ferrari             | Spa-Francorchamps | Resultados     |
| 1954       | Juan Manuel Fangio (2)                  | Maserati            | Spa-Francorchamps | Resultados     |
| 1955       | Juan Manuel Fangio (3)                  | Mercedes            | Spa-Francorchamps | Resultados     |
| 1956       | Peter Collins                           | Ferrari             | Spa-Francorchamps | Resultados     |
| 1957       | No se disputó.                          | No se disputó.      | No se disputó.    | No se disputó. |
| 1958       | Tony Brooks                             | Vanwall             | Spa-Francorchamps | Resultados     |
| 1959       | No se disputó.                          | No se disputó.      | No se disputó.    | No se disputó. |
| 1960       | Jack Brabham                            | Cooper-Climax       | Spa-Francorchamps | Resultados     |
| 1961       | Phil Hill                               | Ferrari             | Spa-Francorchamps | Resultados     |
| 1962       | Jim Clark                               | Lotus-Climax        | Spa-Francorchamps | Resultados     |
| 1963       | Jim Clark (2)                           | Lotus-Climax        | Spa-Francorchamps | Resultados     |
| 1964       | Jim Clark (3)                           | Lotus-Climax        | Spa-Francorchamps | Resultados     |
| 1965       | Jim Clark (4)                           | Lotus-Climax        | Spa-Francorchamps | Resultados     |
| 1966       | John Surtees                            | Ferrari             | Spa-Francorchamps | Resultados     |
| 1967       | Dan Gurney                              | Eagle-Weslake       | Spa-Francorchamps | Resultados     |
| 1968       | Bruce McLaren                           | McLaren-Ford        | Spa-Francorchamps | Resultados     |
| 1969       | No se disputó.                          | No se disputó.      | No se disputó.    | No se disputó. |
| 1970       | Pedro Rodríguez                         | BRM                 | Spa-Francorchamps | Resultados     |
| 1972       | Emerson Fittipaldi                      | Lotus-Ford          | Nivelles-Baulers  | Resultados     |
| 1973       | Jackie Stewart                          | Tyrrell-Ford        | Zolder            | Resultados     |
| 1974       | Emerson Fittipaldi (2)                  | McLaren-Ford        | Nivelles-Baulers  | Resultados     |
| 1975       | Niki Lauda                              | Ferrari             | Zolder            | Resultados     |
| 1976       | Niki Lauda (2)                          | Ferrari             | Zolder            | Resultados     |
| 1977       | Gunnar Nilsson                          | Lotus-Ford          | Zolder            | Resultados     |
| 1978       | Mario Andretti                          | Lotus-Ford          | Zolder            | Resultados     |
| 1979       | Jody Scheckter                          | Ferrari             | Zolder            | Resultados     |
| 1980       | Didier Pironi                           | Ligier-Ford         | Zolder            | Resultados     |
| 1981       | Carlos Reutemann                        | Williams-Ford       | Zolder            | Resultados     |
| 1982       | John Watson                             | McLaren-Ford        | Zolder            | Resultados     |
| 1983       | Alain Prost                             | Renault             | Spa-Francorchamps | Resultados     |
| 1984       | Michele Alboreto                        | Ferrari             | Zolder            | Resultados     |
| 1985       | Ayrton Senna                            | Lotus-Renault       | Spa-Francorchamps | Resultados     |
| 1986       | Nigel Mansell                           | Williams-Honda      | Spa-Francorchamps | Resultados     |
| 1987       | Alain Prost (2)                         | McLaren-TAG         | Spa-Francorchamps | Resultados     |
| 1988       | Ayrton Senna (2)                        | McLaren-Honda       | Spa-Francorchamps | Resultados     |
| 1989       | Ayrton Senna (3)                        | McLaren-Honda       | Spa-Francorchamps | Resultados     |
| 1990       | Ayrton Senna (4)                        | McLaren-Honda       | Spa-Francorchamps | Resultados     |
| 1991       | Ayrton Senna (5)                        | McLaren-Honda       | Spa-Francorchamps | Resultados     |
| 1992       | Michael Schumacher                      | Benetton-Ford       | Spa-Francorchamps | Resultados     |
| 1993       | Damon Hill                              | Williams-Renault    | Spa-Francorchamps | Resultados     |
| 1994       | Damon Hill (2)                          | Williams-Renault    | Spa-Francorchamps | Resultados     |
| 1995       | Michael Schumacher (2)                  | Benetton-Renault    | Spa-Francorchamps | Resultados     |
| 1996       | Michael Schumacher (3)                  | Ferrari             | Spa-Francorchamps | Resultados     |
| 1997       | Michael Schumacher (4)                  | Ferrari             | Spa-Francorchamps | Resultados     |
| 1998       | Damon Hill (3)                          | Jordan-Mugen-Honda  | Spa-Francorchamps | Resultados     |
| 1999       | David Coulthard                         | McLaren-Mercedes    | Spa-Francorchamps | Resultados     |
| 2000       | Mika Häkkinen                           | McLaren-Mercedes    | Spa-Francorchamps | Resultados     |
| 2001       | Michael Schumacher (5)                  | Ferrari             | Spa-Francorchamps | Resultados     |
| 2002       | Michael Schumacher (6)                  | Ferrari             | Spa-Francorchamps | Resultados     |
| 2003       | No se disputó.                          | No se disputó.      | No se disputó.    | No se disputó. |
| 2004       | Kimi Räikkönen                          | McLaren-Mercedes    | Spa-Francorchamps | Resultados     |
| 2005       | Kimi Räikkönen (2)                      | McLaren-Mercedes    | Spa-Francorchamps | Resultados     |
| 2006       | No se disputó.                          | No se disputó.      | No se disputó.    | No se disputó. |
| 2007       | Kimi Räikkönen (3)                      | Ferrari             | Spa-Francorchamps | Resultados     |
| 2008       | Felipe Massa                            | Ferrari             | Spa-Francorchamps | Resultados     |
| 2009       | Kimi Räikkönen (4)                      | Ferrari             | Spa-Francorchamps | Resultados     |
| 2010       | Lewis Hamilton                          | McLaren-Mercedes    | Spa-Francorchamps | Resultados     |
| 2011       | Sebastian Vettel                        | Red Bull-Renault    | Spa-Francorchamps | Resultados     |
| 2012       | Jenson Button                           | McLaren-Mercedes    | Spa-Francorchamps | Resultados     |
| 2013       | Sebastian Vettel (2)                    | Red Bull-Renault    | Spa-Francorchamps | Resultados     |
| 2014       | Daniel Ricciardo                        | Red Bull-Renault    | Spa-Francorchamps | Resultados     |
| 2015       | Lewis Hamilton (2)                      | Mercedes            | Spa-Francorchamps | Resultados     |
| 2016       | Nico Rosberg                            | Mercedes            | Spa-Francorchamps | Resultados     |
| 2017       | Lewis Hamilton (3)                      | Mercedes            | Spa-Francorchamps | Resultados     |
| 2018       | Sebastian Vettel (3)                    | Ferrari             | Spa-Francorchamps | Resultados     |
| 2019       | Charles Leclerc                         | Ferrari             | Spa-Francorchamps | Resultados     |
| 2020       | Lewis Hamilton (4)                      | Mercedes            | Spa-Francorchamps | Resultados     |
| 2021       | Max Verstappen                          | Red Bull-Honda      | Spa-Francorchamps | Resultados     |
| 2022       | Max Verstappen (2)                      | Red Bull-RBPT       | Spa-Francorchamps | Resultados     |
| 2023       | Max Verstappen (3)                      | Red Bull-Honda RBPT | Spa-Francorchamps | Resultados     |
| 2024       | Lewis Hamilton (5)                      | Mercedes            | Spa-Francorchamps | Resultados     |
| 2025       | Oscar Piastri                           | McLaren-Mercedes    | Spa-Francorchamps | Resultados     |
| Fuente:    |                                         |                     |                   |                |

## Estadísticas

### Pilotos con más victorias
| Victorias | Piloto             | Años                               |
| --------- | ------------------ | ---------------------------------- |
| 6         | Michael Schumacher | 1992, 1995, 1996, 1997, 2001, 2002 |
| 5         | Ayrton Senna       | 1985, 1988, 1989, 1990, 1991       |
| 5         | Lewis Hamilton     | 2010, 2015, 2017, 2020, 2024       |
| 4         | Jim Clark          | 1962, 1963, 1964, 1965             |
| 4         | Kimi Räikkönen     | 2004, 2005, 2007, 2009             |
| 3         | Juan Manuel Fangio | 1950, 1954, 1955                   |
| 3         | Damon Hill         | 1993, 1994, 1998                   |
| 3         | Sebastian Vettel   | 2011, 2013, 2018                   |
| 3         | Max Verstappen     | 2021, 2022, 2023                   |
| 2         | Alberto Ascari     | 1952, 1953                         |
| 2         | Emerson Fittipaldi | 1972, 1974                         |
| 2         | Niki Lauda         | 1975, 1976                         |
| 2         | Alain Prost        | 1983, 1987                         |
| 1         | Giuseppe Farina    | 1951                               |
| 1         | Peter Collins      | 1956                               |
| 1         | Tony Brooks        | 1958                               |
| 1         | Jack Brabham       | 1960                               |
| 1         | Phil Hill          | 1961                               |
| 1         | John Surtees       | 1966                               |
| 1         | Dan Gurney         | 1967                               |
| 1         | Bruce McLaren      | 1968                               |
| 1         | Pedro Rodríguez    | 1970                               |
| 1         | Jackie Stewart     | 1973                               |
| 1         | Gunnar Nilsson     | 1977                               |
| 1         | Mario Andretti     | 1978                               |
| 1         | Jody Scheckter     | 1979                               |
| 1         | Didier Pironi      | 1980                               |
| 1         | Carlos Reutemann   | 1981                               |
| 1         | John Watson        | 1982                               |
| 1         | Michele Alboreto   | 1984                               |
| 1         | Nigel Mansell      | 1986                               |
| 1         | David Coulthard    | 1999                               |
| 1         | Mika Häkkinen      | 2000                               |
| 1         | Felipe Massa       | 2008                               |
| 1         | Jenson Button      | 2012                               |
| 1         | Daniel Ricciardo   | 2014                               |
| 1         | Nico Rosberg       | 2016                               |
| 1         | Charles Leclerc    | 2019                               |
| 1         | Oscar Piastri      | 2025                               |
| Fuente:   |                    |                                    |

### Constructores con más victorias
| Victorias | Constructor | Años |
| --------- | ----------- | --- |
| 18        | Ferrari     | 1952, 1953, 1956, 1961, 1966, 1975, 1976, 1979, 1984, 1996, 1997, 2001, 2002, 2007, 2008, 2009, 2018, 2019 |
| 15        | McLaren     | 1968, 1974, 1982, 1987, 1988, 1989, 1990, 1991, 1999, 2000, 2004, 2005, 2010, 2012, 2025                   |
| 8         | Lotus       | 1962, 1963, 1964, 1965, 1972, 1977, 1978, 1985                                                             |
| 6         | Red Bull    | 2011, 2013, 2014, 2021, 2022, 2023                                                                         |
| 6         | Mercedes    | 1955, 2015, 2016, 2017, 2020, 2024                                                                         |
| 4         | Williams    | 1981, 1986, 1993, 1994                                                                                     |
| 2         | Alfa Romeo  | 1950, 1951                                                                                                 |
| 2         | Benetton    | 1992, 1995                                                                                                 |
| 1         | Maserati    | 1954 |
| 1         | Vanwall     | 1958 |
| 1         | Cooper      | 1960 |
| 1         | Eagle       | 1967 |
| 1         | BRM         | 1970 |
| 1         | Tyrrell     | 1973 |
| 1         | Ligier      | 1980 |
| 1         | Renault     | 1983 |
| 1         | Jordan      | 1998 |
| Fuente:   |             | |